# جيمس بيفان
جيمس بيفان (بالإنجليزية: James David Bevan)‏ هو دبلوماسي بريطاني، ولد في 13 يوليو 1959.